# Jamel Artis
Jamel Artis, né le 12 janvier 1993, à Baltimore, au Maryland, est un joueur américain de basket-ball. Il évolue au poste d'ailier.

## Biographie
Artis s'engage en décembre 2020 avec la Chorale de Roanne jusqu'à la fin de la saison 2020-2021.